# Supercoupe de la CAF 2014
Navigation
Édition précédente Édition suivante
La Supercoupe de la CAF 2014 (appelée aussi Supercoupe de la CAF Orange , du nom de son sponsor) est la 23e édition de la Supercoupe de la CAF. 
Le match fait opposé Al Ahly SC, vainqueur de la Ligue des champions de la CAF 2013 au CS sfaxien, vainqueur de la coupe de la confédération 2013.
La rencontre se déroule le 20 février 2014 au Caire en Égypte.

## Participants
Les deux participants qui s'affrontent pour le titre sont les vainqueurs des deux premières compétitions africaines, à savoir la Ligue des champions de la CAF 2013 et de la coupe de la confédération 2013. Il s'agit de la vingt-troisième édition de la Supercoupe d'Afrique.

### Vainqueur de la Ligue des champions
Le vainqueur de la Ligue des champions 2013 est Al Ahly SC. Il a également gagné cinq Supercoupes de la CAF (2001, 2005, 2006, 2008 et 2013).

### Vainqueur de la coupe de la confédération
Le vainqueur de la coupe de la confédération est le CS sfaxien.

## Match
| Entraîneur :    |
| Mohamed Youssef |

| Entraîneur : |
| Hamadi Dhaou |

| Entraîneur :    |
| Mohamed Youssef |

| Entraîneur : |
| Hamadi Dhaou |

| Al-Ahly SC | CS sfaxien |

| G               | 1  | Sherif Ekramy            |     |     |
| D               | 3  | Ramy Rabia               |     |     |
| D               | 6  | Wael Gomaa (c)           | 79e |     |
| D               | 23 | Mohamed Nagieb           |     |     |
| D               | 24 | Ahmed Fathy              |     |     |
| M               | 8  | Shehab El-Din Ahmed      |     |     |
| M               | 14 | Sayed Moawad             | 62e |     |
| M               | 19 | Abdallah Said            |     | 66e |
| M               | 25 | Hossam Ashour            | 87e |     |
| A               | 15 | Gedo                     |     | 89e |
| A               | 17 | Amr Gamal                | 27e | 80e |
| Remplaçants :   |    |                          |     |     |
| G               | 13 | Ahmed Adel Abd El-Moneam |     |     |
| D               | 12 | Ahmad Shedid Qinawi      |     |     |
| D               | 20 | Saad Samir               |     | 73e |
| M               | 27 | Trezeguet                |     | 80e |
| M               | 28 | Moussa Yedan             |     | 66e |
| A               | 9  | Emad Moteab              |     |     |
| A               | 30 | Ahmed Raouf              |     |     |
| Entraîneur :    |    |                          |     |     |
| Mohamed Youssef |    |                          |     |     |

| G             | 28 | Rami Jridi              |  |     |
| M             | 7  | Rebai Wassim Kamoun     |  | 82e |
| D             | 10 | Ali Maâloul (c)         |  |     |
| M             | 12 | Mohamed Ali Moncer      |  | 64e |
| M             | 13 | Ferjani Sassi           |  |     |
| M             | 15 | Hamza Chtobri           |  | 60e |
| A             | 17 | Idrissa Kouyaté         |  |     |
| M             | 19 | Maher Hannachi          |  |     |
| D             | 25 | Mahmoud Ben Salah       |  |     |
| D             | 26 | Bassem Boulaabi         |  |     |
| M             | 29 | Fakhreddine Ben Youssef |  |     |
| Remplaçants : |    |                         |  |     |
| G             | 1  | Mohamed Hedi Gaaloul    |  |     |
| D             | 5  | Oussema Elhsini         |  |     |
| A             | 11 | Taha Yassine Khenissi   |  | 64e |
| M             | 14 | Ghazi Challouf          |  | 60e |
| D             | 18 | Wajdi Bouazzi           |  | 82e |
| D             | 21 | Zied Derbali            |  |     |
| A             | 30 | Imed Louati             |  |     |
| Entraîneur :  |    |                         |  |     |
| Hamadi Daw    |    |                         |  |     |

## Vainqueur
| Supercoupe de la CAF Vainqueur 2014 |
| ----------------------------------- |
| Al Ahly SC Sixième titre            |